# Castrosua CS-40 City

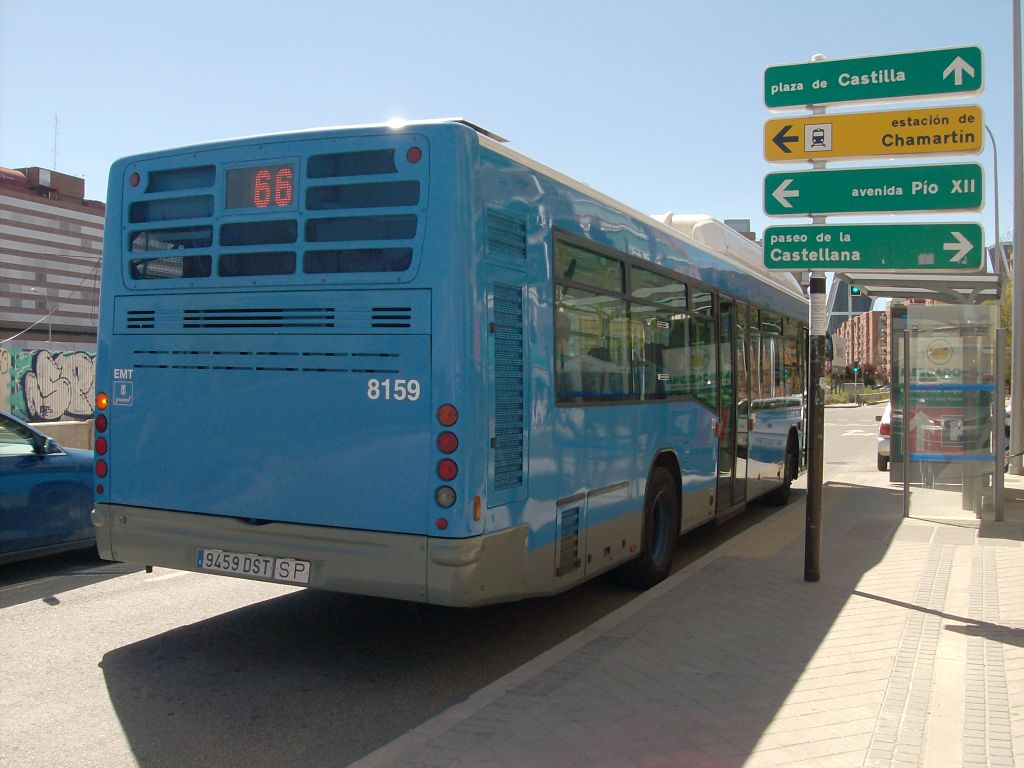
Trasera del CS40 City II.

El Castrosua CS40 fue un autobús polivalente que apareció a finales de los años 80 para reemplazar al Castrosua CS30.
Fabricado por Castrosua, ha sido el mayor éxito del carrocero gallego, ya que se podía carrozar sobre cualquier chasis, medida, combustible (Diésel, Biodiésel, GNC y GLP) y versión (piso normal, low-entry y piso bajo integral) y también influyó el hecho de que presentó mejoras tecnológicas en los sistemas de ventilación, de aislamiento térmico y acústico, y de calefacción y aire acondicionado (ofrecidos como extras).

## Algunas de las cualidades que caracterizaban a la carrocería CS-40
- Faros exteriores de doble óptica, pilotos traseros independientes con luz de marcha atrás e intermitentes de emergencia escolar.
- Iluminación interior con plafones de luz incandescente modelo Castrosua, ubicados a ambos lados de la línea central de techo.
- Pulsadores de timbre.
- Avisador acústico y óptico con rótulo de parada solicitada, con testigo en cuadro de mandos.
- Claraboya delantera en techo y dos aeraspiratos estáticos en techo para su ventilación.
- Tratamiento anticorrosivo integral de la pintura (especial de Castrosua).
- Aislamiento térmico y acústico de la zona del motor central, con materiales ignífugos y auto extinguibles.
- Aislamiento térmico del techo con poliuretano expandido, para el aislamiento de los costados se usaba la fibra de vidrio Vitrofib.
- Puesto de conducción con asiento ergonómico, mampara de seguridad e iluminación independiente.

## Evolución del Castrosua CS-40
Este modelo fue lanzado en dos versiones: el CS-40 City, para el segmento urbano, y el CS-40 Intercity, diseñado para dar servicio de cercanías.
A finales de 1993, la trasera cambia su diseño y también cambió su nombre a CS40 City.
A finales de 1997, el autobús tanto en su modelo de CS-40 City, como en el CS-40 Intercity sufre un cambio radical en su diseño tras el cual adquiere un aspecto más moderno, dando lugar a un solo modelo que recibe el nombre de CS40 City II, el cual pudo carrozarse desde el principio sobre cualquier bastidor del mercado en longitudes que van desde los 9 hasta los 18 metros. 

## Éxitos
Estos autobuses consolidaron el prestigio cosechado hasta el momento por Castrosua, que incluso obtuvo algún reconocimiento y premio nacional por la calidad de la carrocería CS-40, como el del autobús del año en España en 1998, y además llegaron a prestar servicio en diversas ciudades de España como Madrid, Barcelona, Pamplona o Valencia y de algunos otros países europeos.

## Retirada del mercado
Fue descatalogado en 2006 debido a la aparición de su sucesor el City Versus.
- Datos: Q8342748